# Campionat d'Espanya de motocròs 1992
La temporada de 1992 del Campionat d'Espanya de motocròs fou la 34a edició d'aquest campionat, organitzat per la Reial Federació Motociclista Espanyola.

## Classificació final

### 125cc
| Posició | Pilot             | Motocicleta | Punts |
| ------- | ----------------- | ----------- | ----- |
| 1       | Moisés Bernárdez  | Yamaha      | ?     |
| 2       | Bernard Rendueles | ?           | ?     |
| 3       | Xavier Colomer    | ?           | ?     |
| 4       | ?                 | ?           | ?     |
| 5       | ?                 | ?           | ?     |
| 6       | ?                 | ?           | ?     |
| 7       | ?                 | ?           | ?     |
| 8       | ?                 | ?           | ?     |
| 9       | ?                 | ?           | ?     |
| 10      | ?                 | ?           | ?     |

### 250cc
| Posició | Pilot          | Motocicleta | Punts |
| ------- | -------------- | ----------- | ----- |
| 1       | Luis López     | Honda       | ?     |
| 2       | Josep Alonso   | ?           | ?     |
| 3       | Pablo Colomina | ?           | ?     |
| 4       | ?              | ?           | ?     |
| 5       | ?              | ?           | ?     |
| 6       | ?              | ?           | ?     |
| 7       | ?              | ?           | ?     |
| 8       | ?              | ?           | ?     |
| 9       | ?              | ?           | ?     |
| 10      | ?              | ?           | ?     |

## Categories inferiors
Font:
| Campionat           | Guanyador         | Motocicleta |
| ------------------- | ----------------- | ----------- |
| Júnior 250cc        | Alejandro Pérez   | KTM         |
| Trofeu 125cc Sub-21 | Moisés Bernárdez  | Yamaha      |
| Juvenil-B 80cc      | Vicenç Saporta    | Kawasaki    |
| Juvenil-A 80cc      | Edgar Torronteras | Kawasaki    |
| Trofeu Alevins 60cc | Josep Miralles    | Kawasaki    |

1. ↑  El 1992 es va atorgar el títol de campió del Trofeo Nacional 125cc Sub-21 al primer classificat al Campionat d'Espanya de 125cc menor de 21 anys, que va resultar ser el Campió d'aquell campionat, Moisés Bernárdez.